# جوردون ويلسون
جوردون ويلسون (بالإنجليزية: Gordon Wilson)‏ (و. 1887 – 1971 م) هو جراح، من المملكة المتحدة، ويحمل رتبة عسكرية lieutenant-general، توفي في لندن، عن عمر يناهز 84 عاماً.

## جوائز
حصل على جوائز منها:
- الصليب العسكري
- قائد وسام الامبراطورية البريطانية.